# بركة الموز
بركة الموز (بوابة الجبل الأخضر) هو اسم نيابة في سلطنة عمان، وهي نيابة تتبع ولاية نزوى التي تتبع محافظة الداخلية. على شمال بركة الموز يقع الجبل الأخضر، وعلى الشرق منها تقع ولاية إزكي، ومن الجنوب ولاية منح و قرية المحيول.

## سبب التسمية
```
تعود التسمية لكثرة هطول الأمطار على قرية بركة الموز ، وتكون البرك وإرتفاع منسوب المياه. وتشير بعض الكتابات أن بها حفرة كبيرة تتجمع بها المياه حين تسقط الأمطار مكونة بركة من الماء. أما عن لفظة الموز فتعود سبب التسمية : إلى أن أول شجرة غرست بأرضها كانت الموز ، وبفضل كثرة المياة كان زراعته مثمرة ووفيرة ، وكانت القرية تصدر الموز للقرى المجاورة.
[
1
]
```

ومن أسماء بركة الموز ، بركة الطلح ، ومعناهما واحد.

## المأثورات الأدبية في ذكر بركة الموز
قول الشيخ سليمان بن سعيد بن ناصر الكندي ( 1379 هجرية ):
- من أرض نزوى أقبلت تطوي الفلا
وتسير سير الفلك في مجراها
مرت على فرق وبركة موزها
ودت إلى إزكي تمد يداها
فأتت إلى وادي رواحة عندما
هجع النئوم به فطاب سراها
وإلأى سمائل أقبلت مرتاحة
والبدر أشرق نوره بسماها
وقول محمد بن راشد بن عزيز الخصيبي ( 1420 هجرية ):
```
والبركة الميمونة
```

الغراء بعد فاجتلي
وانزل بها لتستريح
ساعة ثم ارحل 
وقول محمد بن علي الشرياني ( 1418 هجرية ):
يابركة الموز أين القوم قد نزلوا
في موطن العز موجودون يارجل
وقوله:
يابركة الموز عم الفضل ساحتكم
والحمدلله حمدا يجلب النعما 